# 成瀬活雄
成瀬 活雄（なるせ かつお、1963年6月29日 - ）は、日本の映画監督・脚本家・劇作家・演出家。愛知県刈谷市出身。妻は唐橋ユミ。

## 経歴
愛知県刈谷市出身。刈谷市立依佐美中学校、愛知県立刈谷北高等学校卒業後、東京大学文学部国文学専修課程卒業。大正大学教授。元城西国際大学幕張キャンパス所長。元城西大学日本／東アジア映像研究センター所長。
数々の劇場映画制作に助監督として携わり、映画監督である篠田正浩の元で脚本も手がけるようになる。1997年、『不機嫌な果実』（松竹）で監督デビュー。同年、『瀬戸内ムーンライト・セレナーデ』がベルリン国際映画祭で上映されたほか、最近はテレビ番組にも進出、『夢で逢いましょう』『嫌われ松子の一生』『小さな巨人』『二月の勝者-絶対合格の教室-』などの脚本を担当した。

## 私生活
2023年3月21日唐橋ユミと結婚した。

## 主な作品

### テレビドラマ
- 怪談百物語（2002年、フジテレビ）
- 新しい風（2004年、TBS）
- 雨月物語殺人事件（2004年、フジテレビ金曜エンタテイメント）
- 御宿かわせみ〜第二章〜（2004年、NHK 金曜時代劇）
- 温泉 (秘) 大作戦（2004年〜、テレビ朝日 土曜ワイド劇場）
- ラーメン刑事VSさぬきうどん（2005年、テレビ朝日 土曜ワイド劇場）
- 青春の門（2005年、TBS放送50周年記念スペシャルドラマ、2夜連続、TBS）
- 夢で逢いましょう（2005年、TBS）
- ぽっかや（温泉医）事件カルテ（2006年、テレビ朝日 土曜ワイド劇場）
- 嫌われ松子の一生（2006年、TBS）
- 孤独の賭け〜愛しき人よ〜（2007年、TBS）
- 小さな巨人（2017年、TBS）
- 乱反射（2018年、テレビ朝日 メ〜テレ開局55周年記念ドラマ）平成30年度 文化庁芸術祭 テレビ・ドラマ部門 優秀賞　日本民間放送連盟賞 優秀賞
- パラレル東京 DAY1～DAY4（2019年、NHK NHKスペシャル シリーズ「体感 首都直下地震ウイーク」内ドラマ）イタリア賞 最優秀賞　 ABU賞（アジア太平洋放送連合賞）最優秀賞
- 二月の勝者-絶対合格の教室-（2021年、日本テレビ）
- 邪神の天秤 公安分析班（2022年、WOWOW）

### 映画
- 瀬戸内ムーンライト・セレナーデ（1997年、脚本）
- 不機嫌な果実（1997年、監督）
- 梟の城（1999年、篠田正浩との共同脚本）
- シルク（2008年、日本語ダイアローグ）
- レイン・フォール/雨の牙（2009年、日本語ダイアローグ）

### 舞台
- 余命3ヶ月?!（2008年、南青山曼荼羅 作・演出）
- はっぴーとらんじっと（2009年、南青山曼荼羅 作・演出）
- 15年目のクリスマス（2009年12月、南青山曼荼羅 作・演出）
- 本当の恋の見つけ方（2010年5月、千本桜ホール 作・演出）
- さよならの11月（2010年11月、笹塚ファクトリー 作・演出）
- さよならの2月（2011年2月、笹塚ファクトリー  作・演出）
- 夏の終わりに（2011年8月、笹塚ファクトリー 作・演出）
- イケメン金融工学（2012年7月、新宿スペース107/大阪ABCホール 制作 IVSテレビ制作  作・演出）
- 夏の終わりに・再演（2013年12月、渋谷CBGKシブゲキ!! 制作 IVSテレビ制作  作・演出）

### 著書
- 新しい風（2004年、竹書房）
- 夢で逢いましょう（2005年、竹書房）